# Списак знаменитих личности Првог српског устанка
Списак знаменитих личности Првог српског устанка је списак вођа, обласних господара на почетку устанка, највиших државних званичника, чланова Правитељствујушчег совјета (владе), нахијских војвода, војвода на кнежинама и других чланова управе и старешина српске државе и војске у Првом српском устанку, односно борби за обнову самосталне и независне српске државе и ослобођење и уједињење српског народа.
Србија Карађорђевог времена (1804—1813) задржала је управно-територијалну организацију која је већ постојала у Београдском пашалуку, а у основи се задржала до данашњих дана.

## Вожд
Ђорђе Петровић - Карађорђе изабран за вођу устанка у Орашцу. Од Мишарске битке 1806. има врховну власт и над западном Србијом, а од 1811. потпуну власт и над источном Србијом. Родоначелник владарског дома Карађорђевића. Према Уставу и породичном правилнику краљевском дому Карађорђевића припадали су искључиво краљ Петар и његов брат кнез Арсен и њихово потомство. Њихове сестре удате за Константина Николајевића, Ђорђа Симића и Милана Петронијевића, сина Аврама Петронијевића немају потомство.
Од Карађорђевог потомства по мушкој линији, осим краљевског дома, постојала је старија грана, по најстаријем сину Алекси, која међутим није дошла на престо Србије. Алекса је имао једног сина Ђорђа Карађорђевића, претендента на престо 1858. године, зета капетана Мише Анастасијевића, чија два сина нису имали потомства.
Карађорђе има потомке и по кћеркама удатим за војводу Антонија Пљакића и војводу Николу Карамарковића (Павловиће, Богатинчевиће и Пешике). Један од данас најпознатијих потомака је Милена Павловић Барили, сликарка.

## Господари
Обласни господари су се истакли на самом почетку устанка и имали су неограничену власт на својој територији. Јачањем централне власти на челу са Карађорђем, слабио је утицај обласних господара. Уочи одлучујуће скупштине 1811. Карађорђу се приклонио Јаков Ненадовић, који је тада и свог најстаријег сина војводу Јеврема Ненадовића оженио кћерком војводе Младена Миловановића, предводника Карађорђеве политичке опције. Милан Обреновић је умро у Букурешту 1811, где је боравио као шеф српске дипломатске мисије при команди руске дунавске војске. Миленко Стојковић и Петар Добрњац који се нису приклонили Карађорђу, и нису прихватили понуђена министарска места, протерани су из Србије и умрли су у Русији. Од свих обласних господара са почетка устанка, два су прогнана, док су остали родоначелници и преци два краљевска дома Карађорђевића и Обреновића. Родоначелник Карађорђевића је вожд Карађорђе, а преци краља Петра су и Младен Миловановић (прадеда) и Јаков Ненадовић (прадеда). Милана Обреновића је наследио брат по мајци Милош Обреновић, који је своје презиме Теодоровић, заменио презименом свога старијег полубрата Обреновић).
- Карађорђе Петровић, у Шумадији
- Јаков Ненадовић, у Западној Србији, ваљевска, шабачка нахија, Јадар и Рађевина
- Миленко Стојковић, у Источној Србији, поречка и пожаревачка нахија
- Петар Тодоровић Добрњац, уз Миленка Стојковића, пожаревачка нахија
- Милан Обреновић, јужни предели Шумадије, рудничка нахија, уз Карађорђа до 1811.
- Младен Миловановић, у Шумадији, уз Карађорђа

## Правитељствујушчи совјет (влада)
Чланови совјета из 1805:
- Прота Матеја Ненадовић, први председник владе обновљене српске државе
- Павле Поповић, за београдску нахију
- Јован Протић, за пожаревачку нахију
- Која Ивановић, за шабачку нахију
- Милија Здравковић, за ћупријску нахију
- Велисав Станојловић за јагодинску нахију
- Аврам Лукић, за чачанску нахију
- Васа Јовановић, за ужичку нахију
- Јанко Ђурђевић из Коњске, подунавска кнежина смедеревске нахије, члан Правитељствујушчег совјета за смедеревску нахију од 1805. и Великог земаљског суда (Врховног суда) од 1811. Његов син је Паун Јанковић, вд. председник 6. владе Србије, заступа од 26. 4. 1840.

Чланови совјета из 1811:
- Карађорђе Петровић, председник
- Младен Миловановић, једно време председник, попечитељ (министар) војске
- Јаков Ненадовић, једно време председник, попечитељ (министар) унутрашњих дела
- Сима Марковић, попечитељ (министар) финансија (народне касе)
- Доситеј Обрадовић, попечитељ (министар) просвете
- Иван Југовић, попечитељ (министар) просвете, после смрти Доситеја Обрадовића
- Миљко Радоњић, попечитељ (министар)иностраних дела

Секретари совјета (владе)
- Божа Грујовић (Теодор Филиповић), родом из Руме, пореклом из ваљевске нахије
- Михајло Грујовић (Михаило Филиповић), родом из Руме, пореклом из ваљевске нахије. Његова кћерка Катарина удала се за Јакова Живановића, директора кнежеве канцеларије књаза Милоша.
- Јеремија Гагић
- Стеван Филиповић

## Велики народни земаљски суд (Врховни суд)
Чланови из 1811:
- Кнез Илија Марковић, председник суда
- Јанко Ђурђевић из смедеревске нахије
- Павле Поповић из београдске нахије
- Стојан Павловић из рудничке нахије

## Београдски магистрат (суд)
- Никола Дели-Георгијевић, председник, родом из Срема.
- Капетан Радич Петровић, члан, родом из Срема. Носилац аустријског витештва (племства). Тешко рањен приликом заузимања Београда 1806. Постављен за члана суда.

## Велика школа у Београду
Професори:
- Доситеј Обрадовић, родом из Чакова, управник Велике школе и Богословије
- Иван Југовић, родом из Сомбора
- Миљко Радоњић, из рудничке нахије
- Сима Милутиновић Сарајлија, родом из Сарајева
- Лазар Војиновић, из Аустрије
- Миша Поповић, из Аустрије

Ученици:
- Алекса Карађорђевић, Карађорђев најстарији син
- Лазар Арсенијевић Баталака, из Буковика, крагујевачка нахија, братанац проте Атанасија
- Јовица Миловановић, из Ботуња, крагујевачка нахија, од 1811. војвода командант београдске посаде, Карађорђев зет, братанац Младена Миловановића
- Милоје Божић, из Чумића[4], син војводе лепеничког Божа Радојевић, родом из Чумића, лепенички кнежине крагујевачке нахије
- Вук Стефановић Караџић, из Тршића, подринска нахија
- Бошко Тадић из Ваљева, ваљевска нахија[5].
- Лука Ненадовић из Бранковине, ваљевска нахија
- Милан и Иван Стојковићи, синови Миленка Стојковића, из Кличевца, пожаревачка нахија
- Ђорђе Протић, син Јована Протића, члана совјета, будући кнежевски представник (председник 6. владе Србије), из Пожаревца, пожаревачка нахија
- Милосав Здравковић, син кнеза Милије Здравковић, члана совјета, из Ломнице, ћупријска нахија, ресавски војвода постао је 1809. после смрти Стевана Синђелића

## Чланови домаћих и страних управа и мисија са седиштем у Београду
- Наум Ичкоглија, управник београдске царине
- Тома Костић, хећим (лекар)

Стални чланови српских дипломатских мисија
- Ритмајстор (коњички мајор) Петар Новаковић Чардаклија, члан дипломатских мисија
- Петар Ичко, родом из Катранице, шеф и члан дипломатских мисија, преводилац (драгоман), бивши турски дипломата у Берлину

Београдска митрополија
- Митрополит Леонтије Ламбровић (Ламброс), фанариот, није био наклоњен устанку

Руска дипломатска мисија (посланство) у Србији од 1807. 
- шеф мисије: Константин Константинович Родофиникин, државни саветник, касније дугогодишњи директор дирекције за Азију у Министарству иностраних дела Русије и заменик министра иностраних послова Русије
- Теодор Недоба

Руски официри у дипломатским мисијама у Србији: Угришић Требињски, барон Дибић и др.

## Војводе, кнезови и друге старешине (по нахијама)[6].
Српска држава и војска у Карађорђево време била је организована по нахијама. У почетку устанка најистакнутије војводе биле су обласни господари који су имали велику управну и војну власт над целим областима, односно више нахија, Шумадијом (Карађорђе), западном Србијом (Ненадовићи), источном Србијом (Миленко Стојковић). Захваљујући Карађорђевим војним успесима све више се учвршћивала јединствена државна власт. Реформом из 1811. власт је централизована, велике војводе постали су чланови владе са најјачим ресорима. Младен Миловановић који је предводио Карађорђеву опцију постао је војни министар, Јаков Ненадовић који је одустао од супротстављања Карађорђу постао је министар унутрашњих послова, а Миленко Стојковић и Петар Добрњац нису хтели да се прихвате понуђених ресора и прогнани су из Србије. Милан Обреновић који је у почетку био најлојалнији Карађорђев сарадник, а касније, од 1810. опонент, умро је исте године у Букурешту, где је боравио као шеф српске мисије при врховној команди руске Дунавске војске. Његов млађи брат Милош Обреновић, будући кнез, као учесник у завери против Карађорђа, замало није био осуђен и погубљен.
На скупштини 1811. именоване су војводе команданти градова (утврђених места) и војводе на кнежинама. Војводе су поред војне имале и део управне власти у својим кнежинама, а биле су задужене и за прикупљање пореза који је предаван народној каси, односно Правитељствујушчем совјету. Судска власт била је у рукама магистрата, односно судова у којима су учествовали кнезови на кнежинама и кметови (сеоски или градски кнезови). Војводама је, због лоших искустава у претходном периоду изричито забрањивано мешање у судску грану власти. Све војводе од 1809, а посебно од 1811. добијале су војводске дипломе у којима је био назначен опсег њихове власти, села која припадају њиховим кнежинама, коме одговарају и сл.
Касније током 1812. Карађорђе је започео са именовањем војвода које су поред већ одређених кнежина имали војну и управну власт над већим територијама, односно нахијама. На крају 1813. у време када се очекивала турска офанзива, највиши званичници и најповерљивије личности из Карађорђевог окружења постављени су за војне заповеднике над више нахија, односно фронтова. Тако је кнез Сима Марковић, министар финансија, постављен за команданта западне Дринске војске, Младен Миловановић, министар војни за заповедника југоисточне војске, чије главно упориште је био систем фортификација Делиград. На југозападу команданти над већим територијама, као и заповедници резерве били су Карађорђеви зетови војвода Антоније Пљакић и војвода Никола Карамарковић. Највеће овлашћење за управљање државом и војском 1813. добио је од Карађорђа Јанићије Димитријевић Ђурић, вождов најближи сарадник, његов први секретар.
Саме територијалне јединице (нахије и кнежине) разликовале су се по гео-стратешком значају, броју села, структури становништва, економској снази. Највећа је била Пожаревачка нахија, где су неке кнежине могле да имају више села него неке пограничне нахије. Посебан значај имали су утврђени градови - Београд, Шабац, Смедерево, Пореч. Само средиште државе била је Шумадија, друга престоница била је Топола, где је Карађорђе вршио мобилизацију војске и држао резерву.

### Град Београд
- Вожд: Ђорђе Петровић - Карађорђе, имао је два званична седишта, кућу у Београду и утврђење у Тополи.
- Командант београдског града војвода Ђорђе Миловановић, родом из Железника, нахија Београдска
- Војвода бећара (сталне војске) града Београда Милоје Петровић, из Трнаве, лепеничке кнежине крагујевачке нахије
- Командант београдске посаде (гарнизона) војвода Јовица Миловановић, родом из Ботуње, крагујевачка нахија, братанац Младена Миловановића и Карађорђев зет.
- Командант артиљерије (топчибаша) војвода Тома Милиновић Морињанин, родом из Мориња, Бока которска
- Јован Петровић Ковач, управник тополивнице, родом из Баната

Капетани „екзерцир-мајстори“, задужени за обуку војске
- Капетан Вуча Жикић
- Капетан Ђорђе Симић, родом из Сремчице, београдска нахија, отац и деда три кнежевска представника, односно председника владе. Његови синови су Алекса Симић председник 8, 11. и 13. владе Србије и Стојан Симић, а унук Ђорђе Симић, намесник краљевског достојанства и председник 44. и 48. владе Србије.
- Јаков Поповић прозван Јакшић Панцирлија, ађутант. Његов син је Владимир Јакшић, професор Велике школе, оснивач статистике у Србији.
- Стеван Живковић, главни војни лиферант
- Бимбаша Узун Мирко Апостоловић, из београдске нахије, бимбаша бећара и добровољаца, заслужан за заузимање Београда 1806, родоначелник Узун-Мирковића. Његов унук је дивизијски генерал Драгољуб Узун-Мирковић.
- Бимбаша Конда бимбаша

### Шумадија

#### Београдска нахија[7]
Посавска кнежина београдске нахије
- војвода и кнез Сима Марковић, из Великог Борака, посавске кнежине београдске нахије, члан Правитељствујушчег совјета (владе), попечитељ (министар) финансија, одликован руским орденом Св. Ане 2. степена 1811. Главнокомандујући западне дринске војске 1813 [8].
- Павле Поповић, из Вранића, посавске кнежине београдске нахије, члан Правитељствујушчег совјета (владе) и Великог земаљског суда (Врховног суда), одликован руским орденом Св. Ане 2. степена 1811[9].
- Милисав Чамџија из Борка, посавске кнежине београдске нахије, момак код кнеза Симе Марковића, прославио се приликом освајања Београда [10].
- Никола Николајевић, учитељ из Остружнице, посавска кнежина београдске нахије, родом из Сурдука. Његов син Константин Николајевић, министар и капућехаја, оженио се Карађорђевом унуком Клеопатром Карађорђевић, сестром краља Петра.

Колубарска кнежина београдске нахије
- Кнез колубарске кнежине београдске нахије Станоје Михаиловић из Зеока, колубарска кнежина београдске нахије, убијен у Сечи кнезова. Родоначелник Станојевића. Његов унук пуковник Јеремија Станојевић, касније председник Врховног суда, ожењен је Маром кћерком проте Матеје Ненадовића. Један од праунука кнеза Станоја је Драгиша Станојевић, социјалиста, а по женској линији потомци су Константин Фотић, посланик (амбасадор), армијски генерал Милан Недић, армијски генерал Милутин Недић, Станислав Краков, писац, Димитрије Љотић и др.[11]
- Кнез (пре 1804) и војвода (од 1811) колубарске кнежине београдске нахије Аксентије Миладиновић из Чибутковице, београдске нахије

#### Грочанска нахија
Грочанска кнежина грочанске нахије
- Обор-кнез грочанске нахије Марко Чарапић из Белог Потока код Авале, убијен 1804. у Сечи кнезова.
- Грочански војвода (до 1806) Васа Чарапић из Белог Потока - Змај од Авале, погинуо 1806. при заузимању Београда.
- Грочански војвода (војвода грочанске кнежине грочанске нахије) (од 1806) Танасије Чарапић из Белог Потока код Авале, погинуо 1810. у битки на Прахову.
- Грочански војвода (од 1810) Илија Чарапић, Карађорђев зет.
- Ђорђе Чарапић, погинуо 1826. у Чарапића буни.
- Петар Чарапић, погинуо 1826. у Чарапића буни.

Туријска (космајска) кнежина грочанске нахије
- Обор-кнез грочанске нахије (пре 1804) и војвода Вићентије Петровић из Кораћице
- Грочански (туријски/космајски) војвода (до 1806) Јанко Катић из Рогаче, туријска (космајска) кнежина грочанске нахије, погинуо 1806.
- Туријски војвода (од 1806) Марко Катић из Рогаче, туријска (космајска) кнежина грочанске нахије, погинуо 1810.
- Туријски војвода (од 1810) Стеван Катић из Рогаче, туријска (космајска) кнежина грочанске нахије, умро 1813.
- Туријски војвода (од 1813) Никола Катић из Рогаче, туријска (космајска) кнежина грочанске нахије, сестрић претходних војвода, узео презиме својих ујака, учествовао и у Другом српском устанку, у битки на Дубљу, после 1815. кнез кнежине космајске и судија суда за београдску нахију чије седиште је било од 1804. у Рогачи [12]

#### Смедеревска нахија
Јасеничка кнежина смедеревске нахије
- Војвода смедеревске нахије Ђуша Вулићевић из Азање, јасеничке кнежине, смедеревске нахије, погинуо у Смедереву 1805.
- Смедеревски војвода Вујица Вулићевић из Азање, јасеничке кнежине, смедеревске нахије
- Војвода јасеничке кнежине Станоје Главаш из Салевца, јасеничка кнежина смедеревске нахије
- Обор-кнез јасеничке кнежине Радојко Којадиновић из Селевца, јасеничка кнежина смедеревске нахије

Подунавска кнежина смедеревске нахије
- Јанко Ђурђевић из Коњске, подунавска кнежина смедеревске нахије, члан Правитељствујушчег совјета за смедеревску нахију од 1805. и Великог земаљског суда (Врховног суда) од 1811. Његов син је Паун Јанковић, вд. председник 6. владе Србије, заступа од 26. 4. 1840.
- Командант града Смедерева војвода Вуле Илић Коларац из Колара, подунавске кнежине смедеревске нахије. Његов зет, ожењен кћерком Милицом је Цветко Рајовић, председник 16. владе Србије[13], а унук генерал Сава Грујић, председник министарског света (владе) краљевине Србије пет пута (36, 39, 43, 55, 58. влада)[14], министар иностраних послова, председник државног савета и посланик у Петрограду и Цариграду.
- Надзиратељ у граду Смедереву војвода Милоје Јевтић
- Ђорђе Загла,
- Обрад из Крсне.

#### Јагодинска нахија
Главно место Јагодина, где је био и магистрат (суд)
Левачка кнежина јагодинске нахије
- Вукоман из Сабанте, левачка кнежина јагодинске нахије, члан Правитељствујушчег совјета
- кнез левачке кнежине (од 1804) Петар Вукомановић из Сабанте, левачка кнежина јагодинске нахије
- Левачки војвода Илија Вукомановић из Сабанте, левачка кнежина јагодинске нахије
- Левачки војвода Стеван Јаковљевић из Белушића, левачка кнежина јагодинске нахије
- Левачки војвода Јован Јаковљевић, из Белушића, левачка кнежина јагодинске нахије

Беличка кнежина јагодинске нахије
- Белички војвода Милоје Теодоровић, из Црнче, беличка кнежина јагодинске нахије

Темнићка кнежина јагодинске нахије
- Темнићки војвода Стеван Кара из Варварина, темнићке кнежине јагодинске нахије
- Темнићки обор-кнез Јевта Кисовић из Бачине, темнићке кнежине јагодинске нахије
- Кнез Милета Радојковић, барјактар, касније кнез, из Катуна, темнићка кнежина јагодинске нахије, познат по буни на кнеза Милоша "Милетина буна".

#### Крагујевачка нахија
Главно место Топола где се налазио утврђен Карађорђев град
Карађорђеви најближи сарадници и телохранитељи (гарда).
Обављали су најважније и најповерљивије послове и задатке. Према сведочењу очевидаца и савременика њихово појављивање на фронтовима уливало имало је непроцењив значај за морал војске јер су другим, осим бећара, највећим делом мобилисаним војницима уливали сигурност и осећај Карађорђеве присутности:
- Јанићије Димитријевић Ђурић, вождов први секретар, родом из Страгара, јасеничка кнежина крагујевачке нахије, друга личност у држави 1812 - 1813. Једна сестра Јанићија Ђурића била је удата за капетана Ранка Матејића, сина кнеза Матеје Јовичића из Тополе, а друга сестра била је удата за сина Танаска Рајића, Карађорђевог првог барјактара. Братанац Радован Ђурић оженио се сестром кнегиње Персиде Карађорђевић, рођ. Ненадовић, кћерком војводе Јеврема Ненадовића, Босиљком.
- Стеван Филиповић (Јагњило), Карађорђев писар, син кнеза Ђуке, родом из Јагњила, лепенички кнежине крагујевачке нахије
- Наум Крнар, секретар, родом из Москопоља, Албанија
- Бимбаша Петар Јокић, командант Карађорђеве личне гарде (телохранитеља), родом из Тополе, јасеничка кнежина крагујевачке нахије
- Буљукбаша Милован Гарашанин, родом из Липовца, јасеничка кнежина крагујевачке нахије
- Барјактар Атанасије (Танаско) Рајић, из Страгара, јасеничка кнежина крагујевачке нахије
- Барјактар Урош Новаковић, Жабари, лепеничка кнежина крагујевачке нахије, први пуцао у Битки на Мишару
- Гаврило Ђурић, Карађорђев телохранитељ, убио 6. марта 1804. крагујевачког муселима (начелника турског МУП) Хасан-агу
- Тома Вучић Перишић, Карађорђев телохранитељ, касније господар, намесник кнежевског достојанства 1840, родом из Вучковца, гружанска кнежина крагујевачке нахије, син Стеван ожењен унуком Стевана Добрњца. Вучићев брат од стрица митрополит Србије Мелентије Павловић, чији потомак по мајци Милан Стојадиновић, председник владе.
- Војвода Младен Миловановић председник Правитељствујушчег совјета, попечитељ (министар) војни, одликован руским орденом Св. Ане 2. степена, из Ботуње, крагујевачке нахије. 1813. главнокомандујући источне - моравске и тимочке војске. Његова унука по кћерки Јоки је кнегиња Персида Карађорђевић, рођ. Ненадовић, а праунук краљ Петар I Карађорђевић.

Јасеничка кнежина крагујевачке нахије
- Протојереј Атанасије Антонијевић из Буковика, јасеничке кнежине крагујевачке нахије, у Орашцу 1804. благословио Карађорђа и старешине. Његов братанац Лазар Арсенијевић Баталака.
- Обор-кнез јасеничке кнежине Теодосије Маричевић из Орашца, јасеничка кнежина крагујевачке нахије, смртно рањен у личном обрачуну са Карађорђем 1805. Његови потомци Тодоровићи, Јоксимовићи и др. Праунук Велимир Тодоровић, министар унутрашњих послова 1902-1903.
- Капетан јасенички Ранко Матејић, члан совјета, син кнеза Матеје Јовичића из Тополе, јасеничка кнежина крагујевачке нахије, ожењен сестром Јанићија Ђурића
- Јасенички барјактар Сима Милосављевић Паштрмац, родом из Паштрме, јасеничка кнежина крагујевачке нахије
- Хаџи-Милутин Савић Гарашанин, родом из Гараша, јасеничка кнежина крагујевачке нахије, син Саве Бошковића, унук кнеза Вукашина Бошковића од Бошковића из Бјелопавлића[16]. Био је на хаџилуку у Јерусалиму у Светој земљи. Хаџи Милутин и његов син Лука Гарашанин убијени 1842. у Барајеву. Син Илија Гарашанин, председник 10. и 18. владе Србије, министар унутрашњих послова, унук Милутин Гарашанин, председник 34. владе Србије. Потомак поручник Василије Гарашанин, родио се у Паризу, где је завршио и студије, вратио се у земљу да би као добровољац учествовао у Првом светском рату у ком је и погинуо. Потомак академик Милутин Гарашанин, познати археолог.
- Радован Гарашанин, родом из Гараша, јасеничка кнежина крагујевачке нахије
- Гаја Пантелић Воденичаревић, из Тополе, јасеничка кнежина крагујевачке нахије. Његове успомене су записане и више пута објављене.

Лепеничка кнежина крагујевачке нахије
- Војвода бећара (сталне војске) града Београда Милоје Петровић, из Трнаве, лепеничке кнежине крагујевачке нахије
- Војвода жупске кнежине крушевачке нахије до 1812. Павле Цукић, родом из Крчмара, лепеничка кнежина крагујевачке нахије. Цукић је 1812. одлуком Правитељствујушчег совјета, смењен са положаја војводе, због злоупотреба у вршењу дужности. Пошто се одметнуо за њим и за Петром Николајевићем Молером расписана је државна потерница са смртном пресудом. Пошто се предао добио је опроштај, али је дошао у неспоразум са новопостављеним војводом на истој кнежини Милошем Сарановцем. Унук војводе Павла Цукића по кћерки Персиди је Радоје Домановић, познати књижевник, а посинак Петар Лазаревић Цукић, који је са Аном, кћерком војводе Петра Николајевића Молера имао сина Косту Цукића, министра финансија. Удовица војводе Павла Цукића, мајка је Милана Пироћанца, председника 31. владе Србије.
- Војвода жупске кнежине крушевачке нахије од 1812. Милош Сарановац, родом из Саранова, лепеничке кнежине крагујевачке нахије
- Војвода лепеничке кнежине крагујевачке нахије Благоје Маринковић, родом из Трнаве, лепеничке кнежине крагујевачке нахије
- Обор-кнез лепеничке кнежине крагујевачке нахије Ђука Филиповић, родом из Јагњила, лепенички кнежине крагујевачке нахије, родоначелник Кнежевића.
- Лепенички капетан Марко Филиповић, родом из Јагњила, лепенички кнежине крагујевачке нахије, Карађорђев пашеног. Родоначелник Кнежевића. Његови потомци генералштабни потпуковник Живан Кнежевић и Радоје Кнежевић, организатори пуча 27. марта 1941.
- Војвода лепенички Божа Радојевић, родом из Чумића, лепенички кнежине крагујевачке нахије, отац Милоја Божића, ученика Велике школе[17].
- Бимбаша кнежине Лепенице у оба устанка Срећко Стевановић, родом из Крчмара, учествовао и у Кочиној крајини као фрајкор. Његов унук је био академик и историчар Пантелија Панта Срећковић.

Гружанска кнежина крагујевачке нахије
- Војвода гружанске кнежине крагујевачке нахије Јован Димитријевић Добрача, родом из Добраче, гружанска кнежина крагујевачке нахије. По њему се зове Добрачина улица у Београду.

#### Рудничка нахија
Главно место рудничке нахије била је Брусница у којој је било и седиште магистрата (суда)
Црногорска кнежина рудничке нахије
- Војвода рудничке нахије Милан Обреновић родом из Бруснице, црногорска кнежина рудничке нахије, умро у Букурешту 1810. Други родоначелник Обреновића.
- Војвода руднички Милош Обреновић, помоћник Миланов, књаз Србије, родоначелник краљевског дома Обреновића. Синови књаза Милоша су кнез Милан Обреновић и кнез Михаило Обреновић. Смрћу кнеза Михаила у атентату 1868, изумрла је најдиректнија линија мушких потомака књаза Милоша. Наследство престола прешло је на породицу следећег по времену рођења брата књаза Милоша, господара Јеврема и на престо је ступио његов унук кнез, потом краљ Милан. Смрћу краља Александра Обреновића изумрла је законита мушка линија краљевског дома Обреновића. Други сродници нису из разлога знаних у време хатишерифа укључени у владарски круг породице Обреновића. Потомци књаза Милоша по кћеркама, који су имали уставну могућност да постану владајући кнезови Србије су Бајићи од Варадије и Николићи од Рудне[18].
- Миљко Радоњић, министар спољних послова и члан совјета, рудничка нахија
- Стојан Павловић, судија и члан великог земаљског суда (врховни суд), родом из Беришића, црногорска кнежина рудничке нахије
- Војвода карановачке кнежина рудничке нахије и града (Краљева) Антоније Ристић Пљакић, родом из Каменице, црногорска кнежина рудничке нахије, 1813. командант резерве, ожењен Карађорђевом кћерком Савом. Њихова кћерка Марија удата за пеш. капетана Антонија Павловића[19]. Потомак Карађорђа и војводе Антонија Пљакића је Милена Павловић Барили, позната сликарка.
- Војвода црногорске кнежине рудничке нахије Милић Дринчић, родом из Теочина, црногорска кнежина рудничке нахије, погинуо 1814. на Дубљу.
- Командант Ужица и командант ужичког града (утврђења) војвода Никола Карамарковић, родом из Луњевице, црногорска кнежина рудничке нахије, умро у Русији 1816. Ожењен Карађорђевом кћерком Саром. Њихова кћерка Катарина удата за Дуку Пешику, београдског трговца.
- Војвода Јоксим Карамарковић, родом из Луњевице, црногорска кнежина рудничке нахије, погнуо на Равњу 1813.
- Газда Никола Милићевић Луњевица, велетрговац, финансијер књаза Милоша, родом из Луњевице, црногорска кнежина рудничке нахије. Његова унука је краљица Драга Обреновић.
- Јован Вукомановић, Срезојевци, рудничка нахија, брат кнегиње Љубице погинуо 1815. у нападу на Пожаревац. За његовог братанца Алексу удала се Мина Караџић, кћерка Вука Караџића. Зет, ожењен кћерком његовог брата генерал Ранко Алимпић, министар грађевина.

Качерска кнежина рудничке нахије
- Војвода качерске кнежине рудничке нахије Арсеније Лома, родом из Драгоља, качерска кнежина рудничке нахије, убијен на превару 1815. Његов унук арт. мајор Сретен Ломић, био је командант окружне ћупријске војске у ратовима 1876-7.

Моравска кнежина рудничке нахије
- Војвода моравске кнежине рудничке нахије Лазар Мутап, родом из Прислонице, моравска кнежина, погинуо 1815.
- Војвода Јован Курсула, родом из Цветака, моравска кнежина рудничке нахије, смртно рањен 1813. на Делиграду
- Командант Ужица и командант ужичког града (утврђења) војвода Рака Левајац, родом из Д. Горјевице, моравска кнежина рудничке нахије

### Западна Србија

##### Ваљевска нахија
Главно место Ваљево, где се налазио магистрат (суд)
- Хаџи Рувим, архимандрит манастира Боговађа, родом из Бабине Луке, тамнавска кнежина ваљевске нахије, убијен у Сечи кнезова 1804.
- Хаџи Ђера, архимандрит манастира Моравица, колубарска кнежина ваљевске нахије, убијен у Сечи кнезова 1804.

Тамнавска и посавска кнежина ваљевске нахије:
- Обор-кнез кнежине тамнавске и кнежине посавске Алекса Ненадовић, натпоручник фрајкора, из Бранковине, тамнавска кнежина ваљевске нахије, убијен у Сечи кнезова 1804.
- Војвода ваљевске нахије Јаков Ненадовић, до 1806. командант ваљевске, шабачке и ужичке нахије, од 1811. први министар унутрашњих послова, једно време председник Правитељствујушчег совјета, одликован 1811. руским орденом Св. Ане 2. степена, из Бранковине, тамнавска кнежина ваљевске нахије. Његова унука кнегиња Персида Карађорђевић, рођ. Ненадовић, праунук краљ Петар I Карађорђевић.
- Војвода ваљевски, протојереј Матеја Ненадовић, помоћник Јаковљев, први председник Правитељствујушчег совјета (1. владе Србије), одликован руским орденом Св. Ане 2. степена, из Бранковине, тамнавска кнежина ваљевске нахије. Ожењен сестром војводе Петра Николајевића Молера. Његов син је Љубомир Ненадовић, познати писац, министар просвете. Други син Светозар погубљен као учесник у завери против кнеза Михаила.
- Војвода тамнавске кнежине ваљевске нахије Јеврем Ненадовић, из Бранковине, тамнавска кнежина ваљевске нахије. Његова кћерка кнегиња Персида Карађорђевић, рођ. Ненадовић, унук краљ Петар I Карађорђевић, а праунук краљ Александар Карађорђевић. Његов унук је и генерал Петар Топаловић, коме је теча генерал-мајор Ђорђе Протић, председник 6. владе Србије, чија је кћерка била удата за сина проте Матеје, Светозара Ненадовића. Тако су Ненадовићи и Топаловићи били у двоструком сродству.
- Војвода посавске кнежине ваљевске нахије Сима Ненадовић, из Бранковине, тамнавска кнежина ваљевске нахије. Погинуо 1815. на Дубљу.
- Никола Ненадовић, из Бранковине, тамнавска кнежина ваљевске нахије.
- Петар Ненадовић, из Бранковине, тамнавска кнежина ваљевске нахије.
- Војвода ваљевски ваљевске нахије Миливоје Тадић, родом из Ваљева, ваљевска нахија.
- Војвода сокоске нахије Петар Николајевић Молер, родом из Бабине Луке, тамнавска кнежина ваљевске нахије, убијен 1816. Петар Николајевић Молер је 1812. одлуком Правитељствујушчег совјета, смењен са положаја војводе, због злоупотреба у вршењу дужности. Пошто се одметнуо заједно са Павлом Цукићем расписана је државна потерница са смртном пресудом. На његово место војводе сокоске нахије постављен 1812. Цинцар Марко. Пошто се предао добио је опроштај и 1812. осликавао Карађорђеву цркву у Тополи. Уочи турске офанзиве 1813. распоређен поново у војску.
- Војвода у сокоској нахији Максим Крстић, родом из Босне.
- Војвода рачанске кнежине Карамарко Васић или Кара Марко Васић, ковач из засеока Гручићи у Црвици, област Осат у средњем Подрињу (право име му је Марко Васић, а Карађорђе га је прозвао Карамарко)[20]
- Веса Велимировић, члан Правитељствујушчег совјета од 1805, родом из Љубинића, посавске кнежине ваљевске нахије
- Тамнавски капетан Живко Дабић, из Јаутине, кнежина ваљевске нахије, погинуо 1807. код Лознице.
- Тамнавски капетан Гаја Дабић, из Јаутине, кнежина ваљевске нахије
- Свештеник Марко Хаџић, родом из Бабине Луке, тамнавска кнежина ваљевске нахије, из исте породице Хаџи Рувим и Петар Николајевић Молер.
- Посавски капетан Петар Ерић, из Звечке, посавска кнежина ваљевске нахије

Колубарска кнежина ваљевске нахије:
- Обор-кнез колубарске кнежине ваљевске нахије Никола Грбовић, из Мратишића, колубарске кнежине ваљевске нахије
- Војвода колубарске кнежине ваљевске нахије Милован Грбовић, из Мратишића, колубарске кнежине ваљевске нахије
- Војвода колубарске кнежине ваљевске нахије Радован Грбовић, из Мратишића, колубарске кнежине ваљевске нахије
- Војвода колубарске кнежине ваљевске нахије протојереј Стеван Грбовић, из Мратишића, колубарске кнежине ваљевске нахије
- Војвода колубарске кнежине ваљевске нахије Лука Грбовић, из Мратишића, колубарске кнежине ваљевске нахије
- Капетан у колубарској кнежини ваљевске нахије Јовица Милутиновић, из Санковића, колубарске кнежине ваљевске нахије
- Обор-кнез колубарске кнежине ваљевске нахије Рака Тешић, из Мионице, колубарске кнежине ваљевске нахије, родоначелник Ракића. Његов унук је Димитрије Мита Ракић, министар финансија, који је са кћерком Милана Ђ. Милићевића, министра просвете, имао сина Милана Ракића, дипломату, конзула, познатог песника.

Подгорска кнежина ваљевске нахије:
- Обор-кнез подгорске кнежине ваљевске нахије Илија Бирчанин, родом из Суводања, подгорска кнежина ваљевске нахије, убијен у Сечи кнезова 1804.
- Обор-кнез (од 1804) и војвода подгорске кнежине ваљевске нахије Милић Кедић, родом из Суводања, подгорска кнежина ваљевске нахије, смртно рањен 1809.
- Војвода подгорске кнежине ваљевске нахије (од 1804) Димитрије М. Кедић, родом из Суводања, подгорска кнежина ваљевске нахије
- Подгорски капетан Бранко Бирчанин, (- 1832.) родом из Суводања, подгорска кнежина ваљевске нахије.
- Кнез (од 1809 - 1832) Јован Симић Бобовац, родом из Бобове, подгорска кнежина ваљевске нахије.
- Хајдук Дамњан Недић Кутишанац, родом из Осечине, подгорска кнежина ваљевске нахије, погинуо 1804. на Чокешини.
- Хајдук Димитрије Недић, родом из Осечине, подгорска кнежина ваљевске нахије, погинуо 1804. на Чокешини
- Хајдук Глигорије Недић, родом из Осечине, подгорска кнежина ваљевске нахије, погинуо 1804. на Чокешини.
- Хајдук Михајло Недић, родом из Осечине, подгорска кнежина ваљевске нахије.
- Хајдук Панта Дамњановић, родом из Осечине, подгорска кнежина ваљевске нахије, погинуо 1804. на Чокешини

#### Шабачка нахија
Главно место Шабац, утврђење и седиште магистрата (суда)
- Шабачки владика Мелентије Никшић, родом из Брезове, чачанска нахија, убијен 1816.
- Игуман манастира Каона Макарије, тамнавска кнежина

Шабачки град и тамнавска и посавска кнежина шабачке нахије 
- Командант града Шапца (од 1807) и војвода тамнавске и посавске кнежине (од 1806) поп Лука Лазаревић, из Свилеуве, тамнавска кнежина шабачке нахије.
- Обор-кнез тамнавске и посавске кнежине шабачке нахије Ранко Лазаревић, из Свилеуве, тамнавска кнежина шабачке нахије убиле га присталице јаничара 1800. у Шапцу. Лазаревићи су породично били кнезови и свештеници у шабачкој Тамнави и Посавини.
- Посавско-тамнавски капетан Марко Р. Лазаревић, из Свилеуве, тамнавска кнежина шабачке нахије, убијен 1844. Његов праунук је Лука Лазаревић министар просвете у влади 1902-1903.
- Протојереј Павле Лазаревић, из Свилеуве, тамнавска кнежина шабачке нахије, убијен 1815.
- Посавско-тамнавски капетан Ђука Лазревић, из Свилеуве, тамнавска кнежина шабачке нахије.
- Лазар Теодоровић, писар, касније члан совјета и капућехаја (спец. посланик) у Цариграду, из Свилеуве, тамнавска кнежина шабачке нахије, ожењен Девом кћерком кнеза Ранка Лазаревића. Са другом женом, сестром Димитрија Црнобарца, министра просвете, имао је једну кћерку која се удала за проф. Владимира Јакшића, сина Јакова Јакшића.
- Војвода пожаревачке нахије и моравске (пожаревачке) кнежине (од 1812) Цинцар-Јанко Поповић, (од 1807) бимбаша, (од 1809) војвода бећара шабачке посаде, родом из Охрида, пореклом из Доње Белице, родоначелник Цинцар-Јанковића
- Капетан у Шапцу Бакал Милосав, из Херцеговине
- Барјактар Тодор Тоша Бојанић, из Требиња, Херцеговина, Карађорђев зет
- Бојеви барјактар Секула Гавриловић из Миокуса, посавска кнежина ваљевске нахије
- Јован Томић Белов, Црниљево, тамнавска кнежина шабачке нахије
- Михајло Глувац, из Каменице, посавска кнежина шабачке нахије
- Марко Штитарац, из Штитара, мачванска кнежина шабачке нахије, касније кнез поцерско-мачвански

Поцерска кнежина шабачке нахије
- Обор-кнез поцерске кнежине шабачке нахије (до 1806) Илија Марковић, члан совјета, министар правде и председник Великог земаљског суда од 1811, родом из Грушића, поцерске кнежине шабачке нахије
- Поцерски капетан Ђука И. Марковић, родом из Грушића, поцерске кнежине шабачке нахије
- Војвода поцерске кнежине шабачке нахије (од 1806) Милош Стојићевић Поцерац, из Врањске, поцерска кнежина, погинуо 1811. приликом гоњења криминалаца. Његов праунук, син Милана Ђ. Стојићевића, поручник Ђорђе Стојићевић (1857—1878), погинуо у српско-турском рату 1878.
- Војвода поцерске кнежине шабачке нахије (од 1811) Јанко Стојићевић Поцерац, из Врањске, поцерска кнежина, заробљен 1813. код Лешнице.
- Капетан поцерски Ђука Стојићевић Поцерац, из Врањске, поцерска кнежина, убијен 1844. у Шапцу.

Мачванска кнежина шабачке нахије
- Војвода мачванске кнежине шабачке нахије Стојан Чупић Змај од Ноћаја, родом из Салаша Ноћајског (Али-агин салаш), мачванска кнежина шабачке нахије, убијен 1815. у Зворнику. Његов унук по кћерки, арт. капетан Никола Чупић, добротвор, на предлог кнеза Александра Карађорђевића, узео је презиме по мајци Чупић.
- Китошки војвода протојереј Никола Смиљанић, из Бадовинаца, мачванска кнежина шабачке нахије, убијен (отрован) 1815. Његови унуци по кћерки браћа Радовановићи, Павле и Љубомир, правници и адвокати, Коста и Ђорђе трговци стрељани су као атентатори на кнеза Михаила [21].
- Мачвански кнез и војвода Остоја Спуж, родом из Шапца, мачванска кнежина шабачке нахије, члан магистрата, родоначелник Спужића, породице из које је академик Владимир Спужић. Његов унук по кћерки је Владимир Јовановић, министар финансија, а праунук Слободан Јовановић.
- Војвода прекодрински Сима Катић Прекодринац, родом из Босне
- Мачвански капетан Илија Срдан, из Прњавора, мачванска кнежина шабачке нахије
- Мачвански капетан Зека Буљукбаша, из Спрече, Босна, погинуо 1813. на Засавици, Равњу.
- Мачвански капетан Игњатије Бјелић, из Црне Баре, мачванска кнежина шабачке нахије

#### Сокоска нахија
Сокоска нахија обухватала је и део босанске Зворничке нахије. Касније је образован Подрински округ (нахија) под коју су потпале сокоска и део зворничке нахије.
Главно место шанац (утврђење) Баурић где се налазио и магистрат (суд).
- Војвода сокоске нахије (од 1806) Петар Николајевић Молер, из Бабине Луке, тамнавска кнежина ваљевске нахије
- Војвода сокоске нахије (од 17. јула 1812) Цинцар Марко Костић, из Доње Белице, код Струге, Стара Србија, Македонија, родоначелник Цинцар-Марковића. Његов унук је генерал Димитрије Цинцар-Марковић, председник 53. владе Србије, а праунук др Александар Цинцар-Марковић, министар иностраних послова.
- Јефта Савић Чотрић, члан совјета, родом из Тршића, кнежина јадранска сокоске нахије

Сокоска кнежина сокоске нахије
- Војвода сокоске кнежине сокоске нахије Благоје Маринковић
- Војвода сокоске кнежине сокоске нахије Благоје Петровић
- Војвода сокоске кнежине сокоске нахије Милутин Васић

Јадранска кнежина
- Војвода јадранске кнежине (од 1806) Антоније Анта Богићевић, родом из Клубаца, рађевинска кнежина сокоске, односно зворничке нахије, умро 1813. у Лозници. По кћерки Томанији Обреновић, рођ. Богићевић и унуку Милошу Обреновићу, његов праунук је краљ Милан. Син војводе Анте Богићевића је потпуковник Милош Богићевић, 2. градоначелник Београда, помоћник министра унутрашњих послова (стрељан 1844), а унуци Михаило Богићевић, 18. градоначелник Београда, министар, Милан Богићевић, министар правде, генерал Антоније Богићевић, кнежев ађутант, министар војни, зет Хаџи-Томе.
- Војвода јадранске кнежине (од 1813) Богосав Богићевић, родом из Клубаца, рађевинска кнежина сокоске, односно зворничке нахије. Син војводе Антонија Анта Богићевића.

Кнежина рађевина зворничке нахије
- Кнез рађевске кнежине Крста Игњатијевић

### Југозападна Србија (Рујно, Стари Влах и Рашка)

#### Ужичка нахија
Главно место Ужице, где је био магистрат
- Војвода архимандрит Хаџи Мелентије Стевановић, архимандрит манастира Рача, родом из Бирча, Подриње (Стара Херцеговина), или из Осата[20] у средњем Подрињу.
- Војвода рачанске кнежине Карамарко Васић или Кара Марко Васић, из засеока Гручићи у Црвици, област Осат у средњем Подрињу (право име му је Марко Васић, а Карађорђе га је прозвао Карамарко)[20]
- Командант ужичког града војвода Алекса Поповић, родом из Субјела, црногорска кнежина рудничке нахије, убијен 1815. у Ужицу.
- Војвода златиборски Михаило Радовић, родом из Равни, златиборска кнежина ужичке нахије
- Војвода рујанске кнежине Милош Обреновић, родом из Добриње, добрињске кнежине рудничке нахије, помоћник војводе Милана Обреновића, од 1815. кнез Србије.
- Војвода старовлашке кнежине Петроније Шиша, из Старог Влаха, (Стара) Херцеговина, погинуо 1813. на Засавици, Равњу.
- Капетан пожешке кнежине Јован Митровић Демир, из Драженовића, пожешка кнежина. Родом из Херцеговине, његов братанац војвода Вуле Хаџић, погинуо у Херцеговачком устанку 1875. Ожењен сестром кнеза Максима Рашковића, а кћерка удата за Косту Чолак-Антића, сина војводе Чолак Анте Симеоновића. Његов унуци Чолак-Антићи су арт. потпуковник Илија Чолак-Антић командант Ибарске војске 1876-1877, и арт. потпуковник Лазар Чолак-Антић, командант на Јанковој клисури, а праунуци Бошко Чолак-Антић, маршал краљевског двора и посланик и дивизијски генерал Војин Чолак-Антић[22].

#### Чачанска нахија
Главно седиште Карановац (Краљево), где је био магистрат
Пошта се налазила у Карановцу и Чачку. 
- Аврам Лукић, члан совјета, родом из Заблаћа, пожешка кнежина, убијен 1815. у Зворнику .[23].

Драгачевска кнежина чачанске нахије
- Војвода драгачевски Милутин Илић, из Гуче, драгачевска кнежина чачанске нахије
- Ђорђе М. Протић Илић, из Гуче, драгачевска кнежина чачанске нахије

Студеничка кнежина чачанске нахије
- Војвода поп Филип Петровић, из Брезове, студеничка кнежина чачанске нахије

Старовлашка кнежина чачанске нахије
- Кнез и војвода Максим Рашковић, из Штитковца, старовлашка кнежина. Рашковићи су вероватно најстарија породица обор-кнезова, за коју постоје сведочанства да су имали берате. Кнезови Рашковићи били су предводници устанка у Старој Србији у време аустријско-турских ратова 1688. и 1690. Део породице одселио се заједно са патријархом Арсенијем Чарнојевићем у Аустрију, одакле је део отишао у Русију.[24]. Кнез Атанасије Рашковић (1697—1753) вођа је устанка у Старом Влаху у време аустријско-турског рата, као и Хаџи-Мојсије Рашковић, пуковник речне граничарске и народне милиције у Славонији и др.[25]. Кнез Максим Рашковић није имао деце. Његови потомци, по рођеној сестри, која је била удата капетана Јована Митровића Демира су арт. потпуковник Илија Чолак-Антића и арт. потпуковника Лазара Чолак-Антића, као и Бошко Чолак-Антић, маршал двора краља Петра и дивизијски генерал Војин Чолак-Антић.
- Кнез Јован Рашковић, из Штитковца, старовлашка кнежина

Ново-пазарска кнежина чачанске нахије
- Војвода Хаџи-Продан Глигоријевић, из Сјенице, новопазарска кнежина, убијен 1814. у Хаџи-Продановој буни.[26].
- Војвода Новак Мрдаковић, из Сјенице
- Капетан Никола Глигоријевић, из Сјенице, новопазарска кнежина
- Капетан Михајло Глигоријевић, из Сјенице, новопазарска кнежина
- Капетан Гаврило Глигоријевић, из Сјенице, новопазарска кнежина, погинуо 1813.[26].

Трнавска кнежина чачанске нахије
- Игуман Пајсије Ристовић, игуман манастира Троноша, убијен 1814. у Београду.
- Ђакон Авакум, из Моштанице, Бања-лучка нахија, Босна, убијен 1814. у Београду .[27].

#### Крушевачка нахија
Главно место Крушевац, где је био магистрат
- Војвода крушевачке кнежине крушевачке нахије и града Крушевца Чолак Анта Симеоновић, родом из Призрена, Косово и Метохија, Стара Србија. Његови праунуци Бошко Чолак-Антић, маршал краљевог двора, посланик у Риму и дивизијски генерал Војин Чолак-Антић[28], ожењен кћерком генерала Саве Грујића, унука војводе Вула Илића Коларца[29].
- Крушевачко-жупски војвода Петар Ђукић
- Јошањички војвода Димитрије Кујунџија, из Штитковца, новопазарска нахија .[30].
- Куриловачки војвода Коста-бег Кујунџија, из Штитковца, новопазарска нахија
- Капетан Милисав Кујунџија, из Штитковца, новопазарска нахија

### Источна Србија (Тимочка крајина)

#### Алексиначка нахија
Главно место Ражањ, где је био магистрат (суд)
Пошта у Ражњу и Алексинцу.
Ражањска кнежина и Ражањ
- Војвода ражањске кнежине (до 1809) Ђорђе Крагић, из Скорица, ражањска кнежина алексиначке нахије, погинуо 1809. на Чегру, Каменици.
- Војвода ражањске кнежине (од 1809) Петар Крагић, из Скорица, ражањска кнежина алексиначке нахије, погинуо 1813. на Делиграду.

Пограничне војводе:
- Лесковачки војвода Илија Петровић Стреља
- Прокупачки војвода Риста

#### Гургусовачка нахија
Главно место Гургусовац (Књажевац) где је био и магистрат (суд). 
- Гургусовачки војвода Милоје Теодоровић

#### Црноречка нахија
Главно место Зајечар где је био магистрат (суд)
- Црноречки војвода Петар Ђорђевић Џода, родом из Стањевца, ћупријски срез.
- Војвода бањски (од 1809) Хајдук Вељко Петровић, родом из Леновца, црноречка нахија, погинуо 1813. у Неготину. Ожењен сестром Станоја Главаша, потомци по једином сину Хајдук-Вељковићи. Од 1811. крајински нахијски војвода.

#### Крајинска нахија
Главно место Неготин (Неготина), где се налазио магистрат (суд).
Крајински баш-кнезови:
- Крајински кнез Перча Стан. Карапанџић, из Неготина, крајинска кнежина крајинске нахије
- Крајински војвода Перча Стан. Карапанџић, из Неготина, крајинска кнежина крајинске нахије
- Војвода крајинске нахије (од 21. августа 1811[31]) Хајдук Вељко Петровић, родом из Леновца, црноречка нахија, погинуо 1813. у Неготину.[32].. Ожењен сестром Станоја Главаша, потомци по једином сину Хајдук-Вељковићи.
- Војвода крајинске нахије од 1. августа 1813[33]) Милутин Петровић, родом из Леновца, црноречка нахија. Био је ожењен Станицом из породице капетана Радича Петровића. Његов праунук санитетски пуковник Миливој Петровић, „херој са Червнтије“, један од оснивача стоматологије у Србији. Ожењен је био једном од праунуке војводе Чолак-Анте Симеоновића.
- Крајински капетан Миљко Петровић, родом из Леновца, црноречка нахија. Погинуо 1829. у борби против Турака у Влашкој.
- Крајински капетан Миленко Теодоровић, родом из Леновца, црноречка нахија, Хајдук-Вељков братанац, борио се и у Другом српском устанку 1815.
- Капетан Стојан Абраш, из Буковча, крајинска кнежина крајинске нахије

#### Кладовска нахија
Главно место Кладово где је био магистрат
- Кладовски војвода Живко Константиновић, из Брадарица, кладовска кнежина кладовске нахије

#### Поречка нахија
Главно место Пореч где је био магистрат.
- Обор-кнез поречки и војвода (од 1811) Јован Стефановић, из Пореча, поречка кнежина. Његов син је Стефан Стефановић Тенка, председник државног савета, организатор Тенкине завере против кнеза Александра Карађорђевића.
- Поречки војвода Хаџи Никола Михаиловић, родом из Сарајева, Босна.

### Источна Србија (Браничево)

#### Пожаревачка нахија
Главно место Пожаревац где је био магистрат (суд).
- Рамски војвода, обласни господар пожаревачке и поречке нахије (до 1811) Миленко Стојковић, родом из Кличевца, рамске кнежине пожаревачке нахије. Прогнан из Србије 1811. Прадеда генерала Михаила Живковића и Јована Јовановића Пижона, посланика (амбасадора) Краљевине Србије .[34]
- Млавски војвода Петар Теодоровић Добрњац, родом из Добрње, млавске кнежине пожаревачке нахије. Прогнан из Србије 1811. Његова кћерка Љубица удала се за Кузмана Лазаревића, сина војводе поп Луке Лазаревића. Унук војводе Петра Добрњца је пуковник Миливоје Стојановић „Брка“, командант 12. пука Шумадијске дивизије, који је први избио на Косово 1912. године.
- Војвода пожаревачке нахије (од 1812) и пожаревачке кнежине пожаревачке нахије Цинцар Јанко Поповић, родом из Охрида, родоначелник Цинцар-Јанковића. Његови унуци су Велимир Тодоровић, министар унутрашњих послова 1902-1903, Босиљка Јанић, рођ. Цинцар-Јанковић, велика добротворка и др.
- Јован Протић, члан совјета за пожаревачку нахију, родом из Пожаревца, пожаревачке кнежине пожаревачке нахије. Син пожаревачког протојереја, отац генерал-мајора Ђорђа Протића, кнежевог представника (председника владе), чијом кћерком је био ожењен Светозар Ненадовић, син проте Матеје Ненадовића.

Пожаревачка кнежина пожаревачке нахије
- Обор-кнез пожаревачке кнежине пожаревачке нахије Момир Протић, родом из Лучице, пожаревачке кнежине пожаревачке нахије. Родоначелник Момировића. Његов син је војвода Иво Момировић, једна кћерка удала се за Будимира Матејића, сина млавског војводе Паула Матејића, а друга Наумка за Ристу Данића, председника београдске општине (градоначелника). Праунук кнеза Момира по унуци Софији Гарашанин, рођ. Данић је Милутин Гарашанин, председник министарског савета (владе), син Илије Гарашанина. Потомци кнеза Момира по унуци Јелени Жујовић, рођ. Данић су академик Јован Жујовић и потпуковник др Младен Жујовић.
- Војвода пожаревачке кнежине пожаревачке нахије Иван Иво Момировић, родом из Лучице, пожаревачке кнежине пожаревачке нахије. Смењен са положаја 1811.

Рамска кнежина пожаревачке нахије
- Војвода кнежине рамске пожаревачке нахије (од 1811) Живко Шљивић, из Брежана, нахија пожаревачка
- Војвода кнежине рамске пожаревачке нахије Јанко Шљивић, из Брежана, нахија пожаревачка, погинуо 1813.

Млавска кнежина пожаревачке нахије
- Војвода млавске кнежине пожаревачке нахије (од 1811) Пауљ Матејић, из Мељнице, моравска кнежина пожаревачке нахије. Његов син Будимир Матејић оженио се кћерком кнеза Момира, а сестром војводе Иве Момировића.
- Стеван Добрњац, родом из Добрња, брат војводе Петра Добрњца, млавске кнежине пожаревачке нахије. Његова унука удала се за Стевана Вучића Перишића сина господара Томе Вучића-Перишића.

Хомољска кнежина пожаревачке нахије
- Војвода хомољске кнежине пожаревачке нахије (од 1811) Илија Стошић, родом из Жагубице, хомољске кнежине пожаревачке нахије. Његов унук по кћерки Милосави удатој за Стевана Протића из Пожаревца је генерал Коста С. Протић, други намесник краљевског достојанства и председник 38. владе Србије, који је био ожењен унуком Бошка Тадића, ученика Велике школе.

#### Ћупријска нахија
Главно место Ћуприја, где је био и магистрат (суд).
- Обор-кнез Петар, из Гложана, ресавска кнежина ћупријске нахије, убијен 1804. у Сечи кнезова.
- Ресавски војвода Стеван Синђелић, из Грабовца, ресавске кнежине ћупријске нахије, погинуо 1809. на Чегру, Каменица.
- Ресавски војвода Милован Синђелић, из Грабовца, ресавске кнежине ћупријске нахије
- Кнез Милија Здравковић, члан совјета, родом из Ломнице, ресавска кнежина ћупријске нахије. Убијен 1814. у Београду.
- Војвода ресавске кнежине ћупријске нахије (од 1809) Милосав Здравковић, из Ломнице, ресавска кнежина ћупријске нахије. Ожењен кћерком војводе Стевана Синђелића.
- Ресавски капетан Илија Барјактаровић, из Извора, параћинска нахија
- Сава Илије Барјактаровића, из Извора, параћинска нахија
- Барјактар Стојан Кутула, из Лешја, ресавске кнежине ћупријске нахије. Борио се у фрајкору и на Делиграду, родоначелник Лешјанина. Кмет у селу Лешје, потом вилајетски кнез у Параћину 1832. Његов братанац Рајко Лешјанин, други намесник кнежевског достојанства 1868, министар правде. Прадеда генерала Милојка Лешјанина.

## Остали
- Бимбаша Христа Ђорђевић, из Самокова, његов брат је бимбаша Величко, родоначелник је Христића. Његов унук је Филип Христић, усвојеник митрополита Мелентија Павловића председник 17. владе Србије, посланик у Цариграду[35].
- Бимбаша Величко Ђорђевић, из Самокова, брат бимбаше Христе, родоначелник је Величковића, прадеда Живојина Величковића, министра.
- Никола Зиковић из Горњег Матејевца
- Станко Алексић из Црне Баре - Хајдук Станко
- Ђорђе Ћурчија из Босута
- Харамбаша Симо Сарић из Цикота
- Теодор Бојиновић
- Митар Туфекчија